# 复活节编年史
复活节编年史（拉丁语：Chronicon Paschale）或亚历山大编年史（拉丁语：Chronicon Alexandrinum）是近代学者为一份保存在10世纪抄本中的一份7世纪拜占庭希腊语世界编年史起的名字，原标题与作者身份未知。“复活节编年史”的名字源自作品中对计算复活节时间的探讨。其记载的时间始于上帝创造世界，终于公元628年。
原文一开始讨论了以太阳、月亮周期计算复活节日期的正确方法。其认定的上帝创世时间相当于公元前5509年3月21日，之后作者列出了上帝创始以来的每一年，并在其下记载当年发生的大事。但也有一些内容涉及晚至628年的事件。

## 版本史与版本

### 现代语言翻译
- Whitby, Mary; Whitby, Micheal (编). . Livepool: Liverpool University Press. 1989. ISBN 978-0853230960 （英语）.（部分翻译）

### 引用
1. ↑  ODLA，"Chronicon Paschale (Chronicon Alexandrinum)" (Brian Croke)
2. ↑  Neville 2018，第47頁.